# Paspalum pleostachyum
Paspalum pleostachyum är en gräsart som beskrevs av Johann es Christoph Christian Döll. Paspalum pleostachyum ingår i släktet tvillinghirser, och familjen gräs. Inga underarter finns listade i Catalogue of Life.